# Château d'eau de Vaasa
Le château d'eau de Vaasa, (finnois : Vaasan vesitorni) est un bâtiment  du centre de Vaasa en Finlande,.

## Présentation
Conçu par Jussi Paatela et Toivo Paatela, le bâtiment de style Art Nouveau construit en briques rouges est l'un des emblèmes de Vaasa. 
Il mesure 49 m de haut et a un volume de réservoir d'eau de 525 m3.
L'édifice servait de tour d'observation, mais elle est fermée au public depuis 2009,.